# My Duck's Vision
My Duck's Vision (скор. MD Vision) - студія вірусного відео, організована трьома московськими студентами. Студія розпочала своє існування 2 грудня 2006 року. MD Vision спеціалізується на зйомках короткометражних відео-скетчів: від пародій до міні-серіалів. Стали відомими після появи на YouTube пародійного ролика «Феєрична розстановка крапок над гомосеками» [Архівовано 13 березня 2012 у Wayback Machine.]. 
Починаючи з квітня 2008 року їхні нові роботи виходять щотижня, причому за день набрається приблизно 20-30 тисяч переглядів, а загальна кількість переглядів відео перевищує десять мільйонів.

## Дійові особи
У цих роликах зазвичай бере участь одна людина, але всього зайнято четверо: 
- Юрій Дегтярьов ( yuragevara, http://cheeseandrice.ru [Архівовано 2 квітня 2022 у Wayback Machine.]) - творець, головний ідеолог і оператор студії, а також генеральний продюсер RuTube.
- Артур Гальченко «Sam Nickel» ( samnickel) - головний актор, імпровізатор, а також вокаліст melodic hardcore групи «Candid8».
- Віра Шабанова - креативний директор студії, з'являється в роликах в епізодичних ролях.
- Тимур Константинов - ( timur-ko) Моушн-дизайнер.

## Діяльність
My Duck's Vision позиціонують себе як фахівці з вірусному маркетингу. Клієнтами студії були YouTube, Axe, сервіс для спілкування JustParty.ru [Архівовано 9 січня 2022 у Wayback Machine.], Aforex.ru [Архівовано 8 травня 2015 у Wayback Machine.], портал Homepage.ru [Архівовано 2 квітня 2022 у Wayback Machine.], письменник Сергій Мінаєв. 
 
Серед робіт можна відзначити найгучніші «віруси»: 
- «Найкраща робота для справжнього патріота» [Архівовано 12 березня 2011 у Wayback Machine.]
- «Як пережити економічну кризу?» [Архівовано 9 червня 2011 у Wayback Machine.]
- «Metropolidance» [Архівовано 4 серпня 2011 у Wayback Machine.]
- «А за 100 баксів?» [Архівовано 10 серпня 2011 у Wayback Machine.]

Крім цього, студія знімає пародії на різні рекламні ролики.

## ЗМІ

### На телебаченні
Сюжети про студію MD Vision з'явилися на «НТВ», «MTV», «Третій канал», «Росія 24» , «Столиця +», « Russia Today ».

### У друкованих виданнях
Студії MD Vision були присвячені статті в газетах «Московський Комсомолець», «Діловий Петербург», «Metro Москва», « Комсомольська правда », « Нові Вісті », « Re: Акція », «F5», журналах «Rolling Stone», «Bravo», «Forbes».

### На радіо
Повідомлення про набираючих популярність роликів MD Vision прозвучали в ефірах радіостанцій «Вести FM», «Свобода».

## Світова популярність
Студія стала відома на весь світ 
 
після появи в мережі Інтернет серії роликів під заголовком «Cool Russian Actor», де Sam Nickel, імітуючи страхітливу американську вимову, звертається до президента США з проханням вислати грошей і запрошення в Голлівуд. Пік популярності припав на другий епізод, в якому головний герой, покуштувавши продукції «McDonalds», витирає руки об мініатюрний американський прапор і кладе собі між ніг сувенірну Статую Свободи.